# 人增四
人增四（飛馬座13），又名BD+16 4612，HD 207652、SAO 107425、HR 8344，是飛馬座的一颗恒星，视星等为5.29，位于銀經72.97，銀緯-27.52，其B1900.0坐标为赤經21h 45m 23.1s，赤緯+16° -27.52′ 14″。